# Victor Bérard
Pour les articles homonymes, voir Bérard.
Victor Bérard, né le 10 août 1864 à Morez (Jura) et mort le 13 novembre 1931 à Paris, est un helléniste, diplomate et homme politique français. Il est surtout connu pour sa traduction de l’Odyssée d'Homère, ainsi que pour ses tentatives de reconstitution des voyages d'Ulysse.

## Biographie

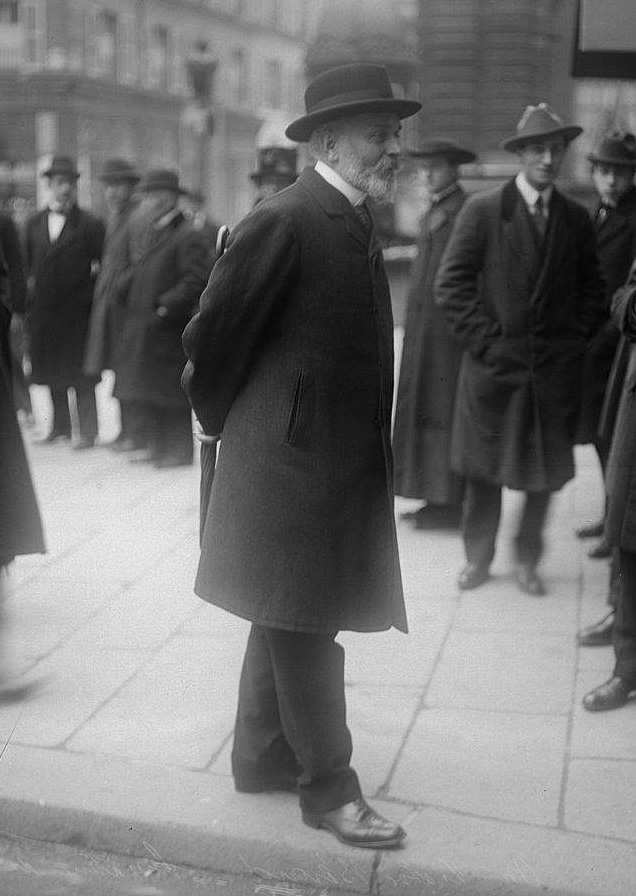
Portrait de Victor Bérard

Fils de Jean-Baptiste Bérard, pharmacien à Morez, et frère aîné de Léon Bérard, professeur à la faculté de médecine de Lyon et cancérologue réputé.
Victor Bérard est élève à l’École normale supérieure de 1884 à 1887, puis devient membre de l’École française d'Athènes de 1887 à 1890. À ce titre, il fait de nombreux séjours dans l'Empire ottoman et s'inquiète de la condition des Arméniens et de la protection des minorités chrétiennes dans cet État, alors dirigé par le sultan Abdülhamid II. Sa thèse de doctorat porte sur les cultes d'Arcadie et leur genèse. Dans les années 1890, il écrit dans la Revue de Paris notamment comme spécialiste de l'actualité politique de la Grèce et de l'Empire ottoman.
Il enseigne la géographie de 1896 à 1914 à l'École supérieure de marine et de 1896 à 1919 à l'École pratique des hautes études. Il se spécialise dans les questions d'enseignement et les affaires extérieures, offrant ses conseils et ses analyses au ministère français des Affaires étrangères. Sénateur du Jura de 1920 à 1931, il est président de la commission des affaires étrangères du Sénat jusqu'en 1929.
Il est le père d'Armand Bérard, ambassadeur de France, et de Jean Bérard, historien, helléniste et archéologue.

## Ouvrages
Par sa traduction en prose rythmée de l’Odyssée (parue en trois tomes en 1924), il apporta une contribution significative à la renaissance de la philologie en France au sein de l'Association Guillaume Budé.
Inspiré par la réussite exceptionnelle de Heinrich Schliemann en archéologie, il entreprit de retrouver au fil de plusieurs voyages en Méditerranée, les lieux qui auraient inspiré Homère pour imaginer les aventures d'Ulysse dans l'Odyssée, et la part de vérité que contiendrait la fiction. Après un premier voyage avec son épouse, Alice, en 1901, il parcourut Ceuta et Gibraltar, l'Italie, la Grèce et la Tunisie en 1912 avec le photographe genevois Fred Boissonnas, à l'aide de différents moyens de transport (bateaux de ligne à vapeur, train, automobile, bateaux à voile, à rames ou torpilleurs). Il publia ainsi en parallèle à sa traduction « une dizaine d'ouvrages pour démontrer, avec force détails, que les poèmes homériques n'étaient pas une œuvre de pure fiction, mais la description fidèle de la Méditerranée à l'époque des marins phéniciens dont les recueils nautiques auraient inspiré Homère ». Le projet de publication imaginé par Victor Bérard et Fred Boissonnas est resté inabouti, mais les 2000 photographies sur plaques de verre ramenées de leur périple sont aujourd'hui disponibles au Centre d'iconographie de la Bibliothèque de Genève.

## Critiques de ses recherches sur l’Odyssée
Si les recherches, les hypothèses et les idées de Bérard sur l’Odyssée sont toujours stimulantes, ses démonstrations ont fait l'objet de critiques depuis des décennies compte tenu des connaissances acquises depuis sur la Grèce archaïque, mettant en évidence l'anachronisme des méthodes du traducteur de l’Odyssée. Lorsqu'il cherche à localiser des détails aussi précis que la grotte de Calypso, Bérard part du postulat qu'Homère n'a décrit que des lieux réels, ce qui est impossible à prouver. Malgré tout, « son nom reste attaché, observe Jean-Pierre Thiollet dans Je m'appelle Byblos, aux recherches de “géographie odysséenne”, dans lesquelles il s'est efforcé, avec plus ou moins de bonheur, d'identifier les sites décrits par Homère ».

## Distinctions
- Officier de la Légion d'honneur (22 juillet 1905)[5]

## Œuvres

### Essais
- Victor Bérard et Martin Melkonian - La Politique du Sultan - Les massacres des Arméniens : 1894-1896 (1897), coll. Les Marches du Temps
- Victor Bérard - L’Angleterre et l'Impérialisme, éd. Armand Colin, Paris (1900), Prix Thérouanne en 1901.
- Victor Bérard - La révolte de l'Asie, Paris, Librairie Armand Colin, 1904.
- Victor Bérard - L'Empire Russe et le Tsarisme, Paris, Librairie Armand Colin, 1905.
- Victor Bérard - L'affaire marocaine (Le Maroc. La France et le Maroc. L'accord franco-anglais.L'accord franco-espagnol. Le désaccord franco-allemand. Les réformes, Paris, Librairie Armand Colin, 1906.
- Victor Bérard - Révolutions de la Perse : les provinces, les peuples et le gouvernement du roi des rois. Paris : Librairie Armand Colin, 1910
- Victor Bérard – La France d'Afrique. Vers Le Sahara (1911), in La Revue de Paris
- Victor Bérard, La Mort de Stamboul 1913
- Victor Bérard — Un mensonge de la science allemande. Les « Prolégomènes à Homère » de Frédéric-Auguste Wolf (1917, deuxième édition), éd. Hachette et Cie, Paris, In-12 broché, 288 p.
- Victor Bérard - Genève La France et la Suisse en 4 volumes, Librairie Armand Colin, 1927.
- Victor Bérard, Les Phéniciens et l'Odyssée (1902-1903, rééd. 1927), éd. Armand Colin, Paris
- Victor Bérard, Les navigations d'Ulysse en 4 vol. : I. Ithaque et la Grèce des Achéens ; II. Pénélope et les barons des îles ; III. Calypso et la mer de l'Atlantide ; IV. Nausicaa et le retour d'Ulysse (1927-1929, rééd. 1971), éd. Armand Colin, Paris
- Victor Bérard - L'Odyssée d'Homère. Etude et analyse. (1931) Paris, Mellotée éditeur
- Victor Bérard, La Résurrection d'Homère en 2 volumes I.Au temps des héros, II. Le drame épique, éd. Bernard Grasset 1930 (lire en ligne)
- Victor Bérard, Dans le sillage d'Ulysse, album odysséen avec des photos de Frédéric Boissonnas (1933, posth.), éd. Armand Colin, Paris

### Traduction d'Homère
- Odyssée (trad. Victor Bérard), Éditions Gallimard, 1993 (1re éd. 1924) (ISBN 2-07-010261-0).